# Costa Rica ved sommer-OL 2016
Costa Rica deltog ved Sommer-OL 2016 i Rio de Janeiro, Brasilien i perioden 5. august til 21. august. 